# コマルカ・ド・カルバジーニョ
コマルカ・ド・カルバジーニョ（Comarca do Carballiño）はスペインガリシア州オウレンセ県のコマルカで、同県の北西部に位置する。
ベアリス、ボボラス、オ・カルバジーニョ、オ・イリーショ、マシーデ、ピニョール、プンシン、サン・アマーロ、サン・クリストーボ・デ・セアの9の自治体によって構成される。
隣接するコマルカは、北がコマルカ・デ・タベイロス＝テーラ・デ・モンテス とコマルカ・デ・デサ（ともにポンテベドラ県）、東がコマルカ・デ・チャンターダ（ルーゴ県）とコマルカ・デ・オウレンセ、南がコマルカ・ド・リベイロで、西がコマルカ・デ・ポンテベドラ（ポンテベドラ県）と接している。
面積は552.3km²で、2010年の人口は29,407人（2007年：29,759人）。コマルカの中心自治体はオ・カルバジーニョ。カスティーリャ語による表記はComarca de Carballino（コマルカ・デ・カルバジーノ）。

## 地理
| コマルカ・ド・カルバジーニョの構成自治体（2010年）     |            |             |                    |
| 自治体                                                 | 人口（人） | 面積（km²） | 人口密度（人/km²） |
| ベアリス                                               | 1,285      | 56.0        | 22.9               |
| ボボラス                                               | 2.942      | 87.8        | 33.5               |
| オ・カルバジーニョ                                     | 14,136     | 54.4        | 259.9              |
| オ・イリーショ                                         | 1,777      | 121.0       | 14.7               |
| マシーデ                                               | 3,062      | 40.0        | 76.6               |
| ピニョール                                             | 1,386      | 52.7        | 26.3               |
| プンシン                                               | 840        | 17.1        | 49.1               |
| サン・アマーロ                                         | 1,287      | 28.9        | 44.5               |
| サン・クリストーボ・デ・セア                           | 2,692      | 94.4        | 28.5               |
| 計                                                     | 29,407     | 552.3       | 53.2               |
| 出典: INE（スペイン国立統計局）、IGE（ガリシア統計局） |            |             |                    |